# Un jour tu reviendras
Singles de Mireille Mathieu
L'amour oublie le temps
(1974) Un million d'enfants
(1975)
Un jour tu reviendras est une chanson de la chanteuse française Mireille Mathieu sortie en 1974 et composée par Ennio Morricone (adaptation de la musique du film "Il était une fois dans l'Ouest").
L'adaptation des paroles est d'Alain Huyghues-Lacour.